# Huardis
Huardis is een Belgisch bier van hoge gisting.
Het bier wordt gebrouwen in Brouwerij Nieuwhuys te Hoegaarden.
Het is een troebel blond witbier met een alcoholpercentage van 5,2%. Het bier werd gelanceerd in september 2009 ter gelegenheid van de indienstname van de nieuwe brouwinstallatie. Huardis zou de oudste geschreven vorm zijn van de naam Hoegaarden,